# Карусель (фільм, 1983)
«Карусе́ль» — радянський телефільм 1983 року, знятий режисером Володимиром Попковим на Кіностудії ім. О. Довженка.

## Сюжет
Телефільм. Випадкове знайомство скульпторки Анни та хіміка Лева цілком може перерости у глибоке почуття. Але зі швидкістю каруселі, що крутиться, змінюють одна одну комічні ситуації, які то віддаляють, то зближують героїв фільму.

## У ролях
- Юозас Будрайтіс — Лев Сергійович, вчений-хімік (озвучив Олександр Кайдановський)
- Марина Нейолова — Анна, скульпторка
- Олександр Пашутін — Вадим
- Ніна Шаролапова — продавчиня
- Катерина Брондукова — епізод
- Микола Гудзь — епізод
- Людмила Лобза — епізод
- Сергій Подгорний — епізод
- Сергій Пономаренко — епізод

## Знімальна група
- Режисер — Володимир Попков
- Сценарист — Роман Фурман
- Оператор — Ігор Бєляков
- Композитор — Олег Ківа
- Художник — В'ячеслав Єршов